# Кромбах (Тюрингія)
Кромбах (нім. Krombach) — громада в Німеччині, розташована в землі Тюрингія. Входить до складу району Айхсфельд. Складова частина об'єднання громад Ерсгаузен/Гайсмар.
Площа — 4,19 км2. Населення становить 167 ос. (станом на 31 грудня 2021).

## Галерея

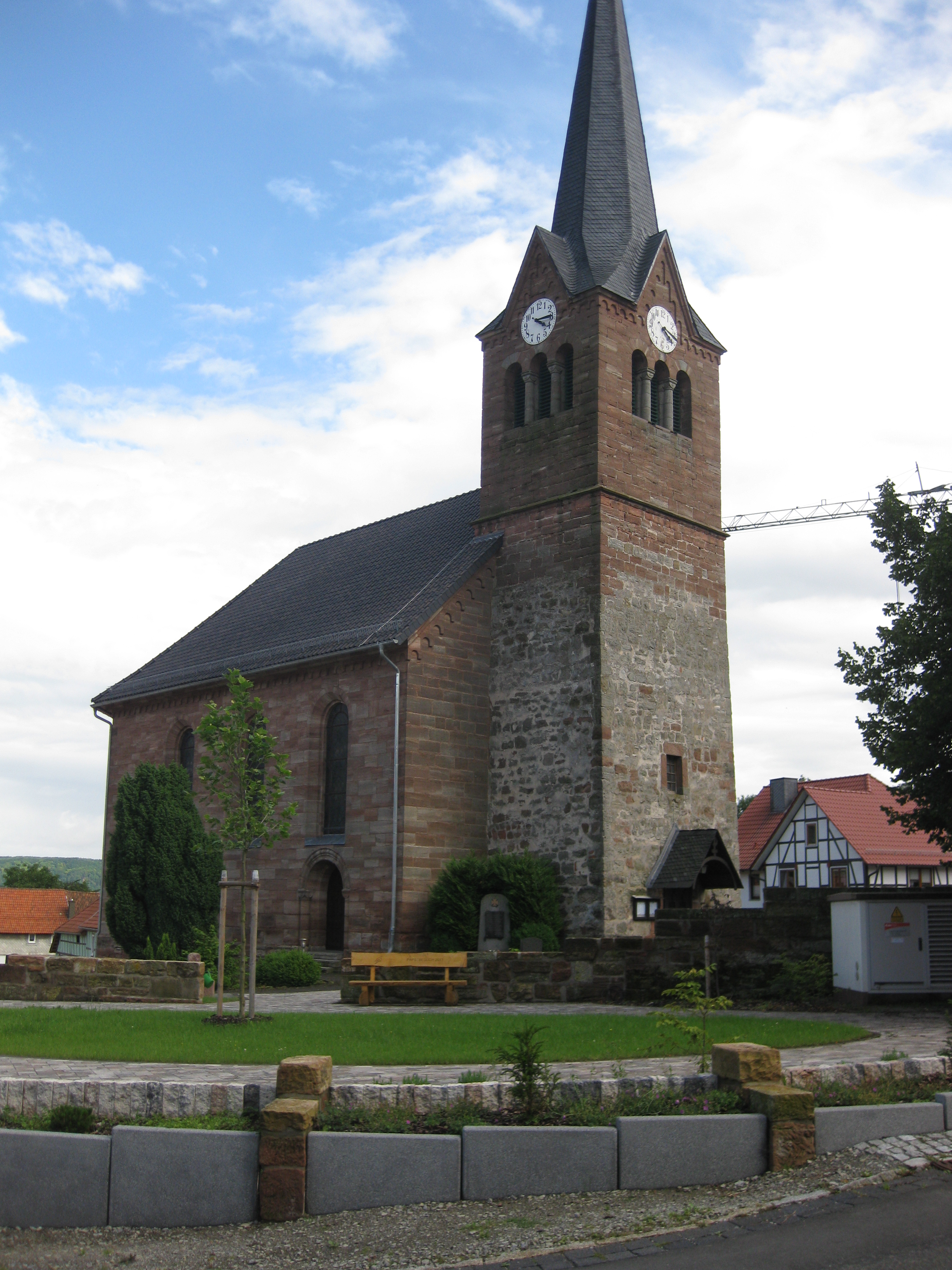
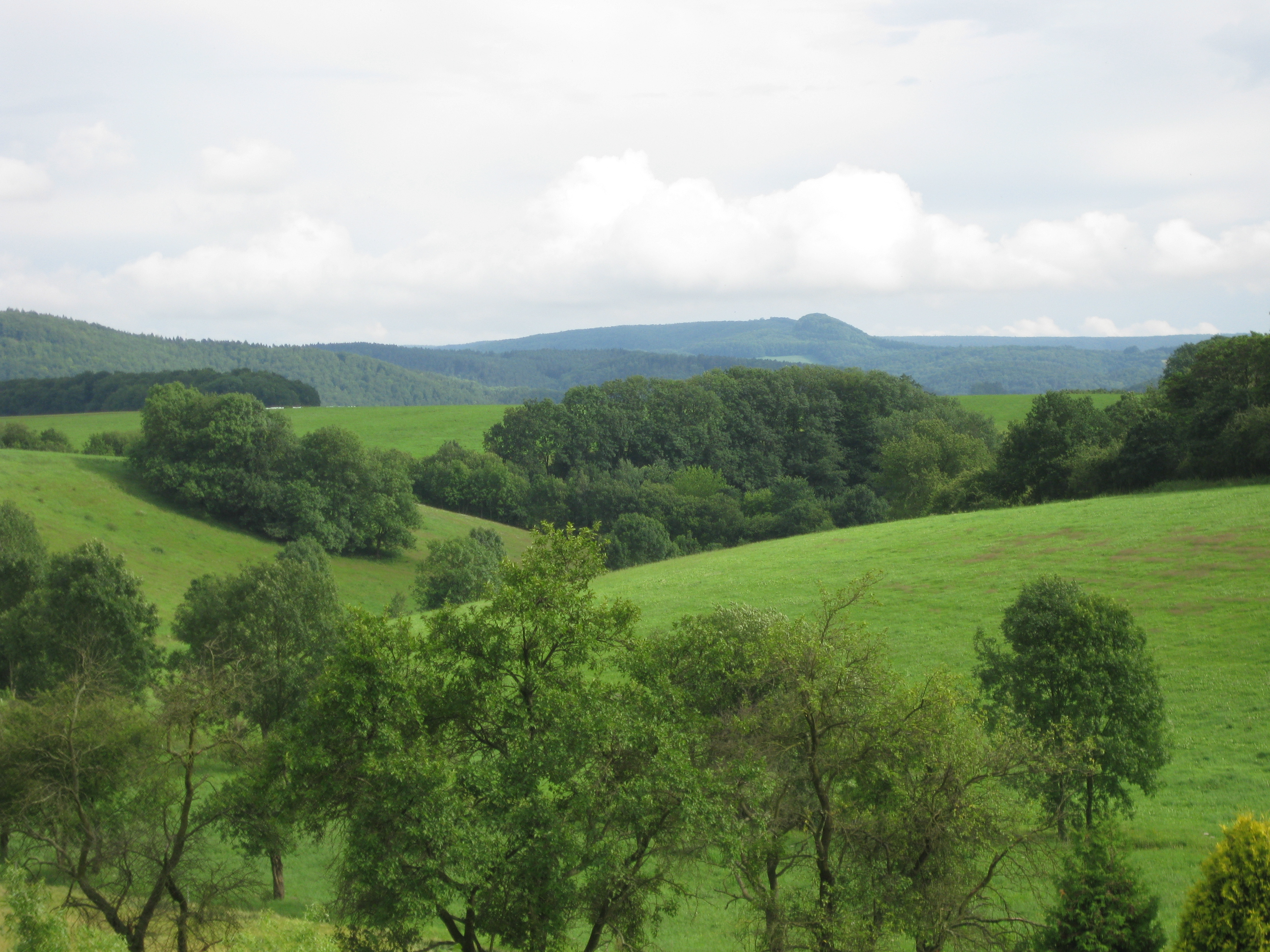